# Chicoreus litos
Chicoreus litos is een slakkensoort uit de familie van de Muricidae. De wetenschappelijke naam van de soort is voor het eerst geldig gepubliceerd in 1978 door Vokes.